# Pieni Härkösaari
Pieni Härkösaari är en ö i Finland. Den ligger i sjön Pihlajavesi och i kommunen Nyslott i  landskapet Södra Savolax, i den sydöstra delen av landet, 270 km nordost om huvudstaden Helsingfors. Öns area är 4,4 hektar och dess största längd är 380 meter i öst-västlig riktning.